# Pousse de houblon
Pour un article plus général, voir Houblon.

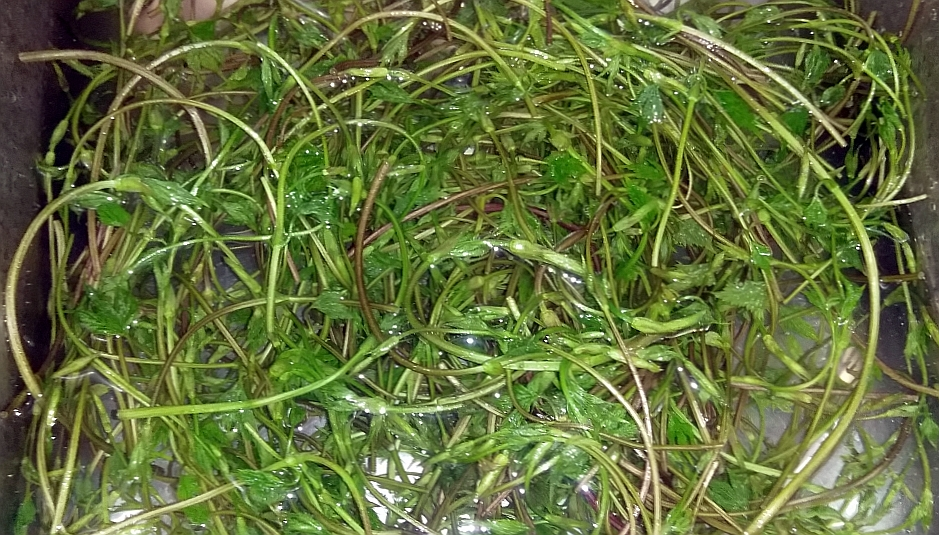
Pousses de houblon sauvage.

Les pousses de houblon, appelées aussi « jets de houblon » ou « asperges de houblon », sont des jeunes pousses de houblon (Humulus lupulus), comestibles, qui sont parfois consommées comme légumes dans certains pays d'Europe. 

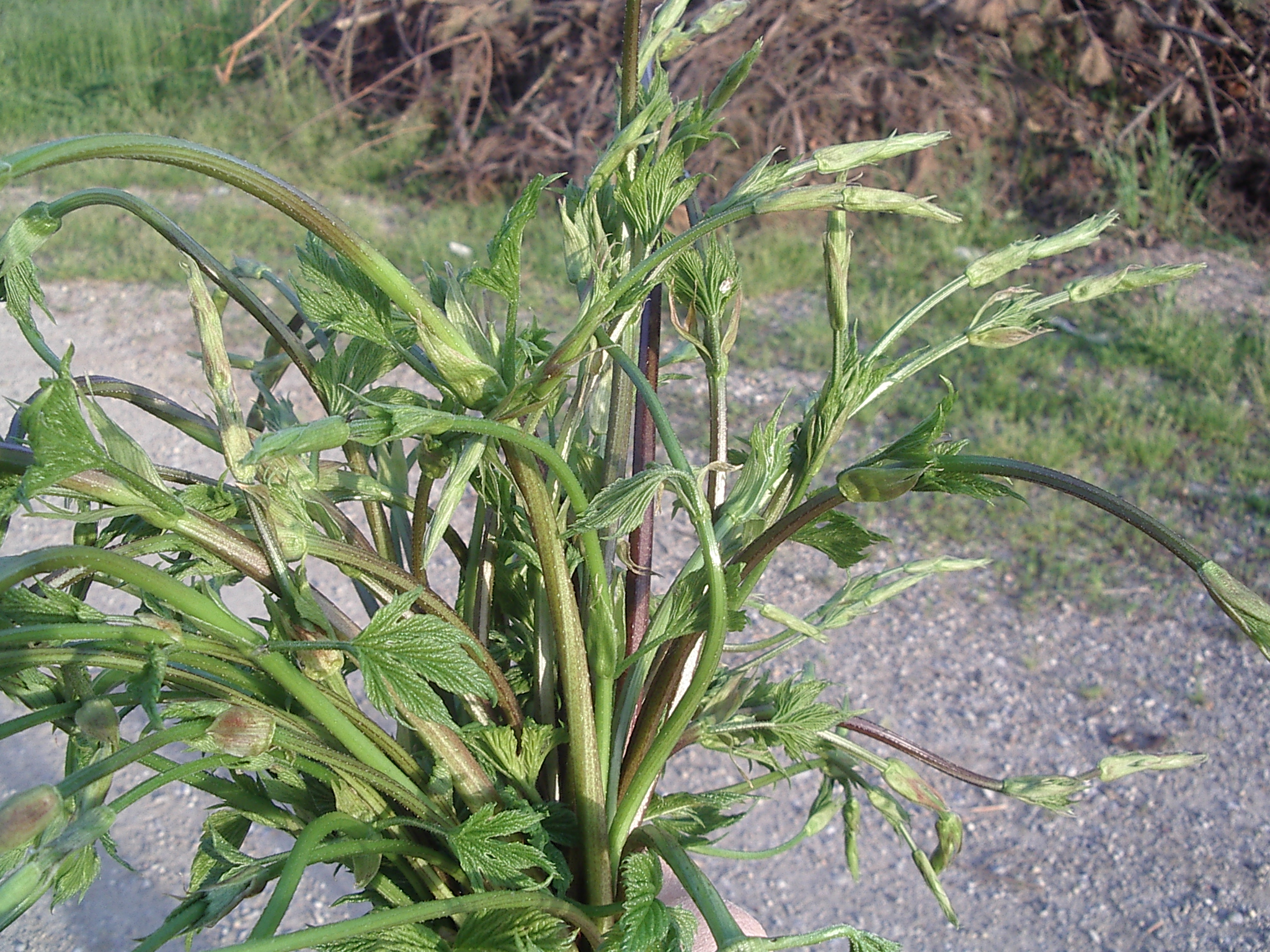
Poignée de pousses de houblon.

En Italie du Nord, les pousses de houblon sauvage ont été parfois appelées « asperges du pauvre », alors qu'en Belgique ces légumes sont connus sous le nom de « Truffes du Nord ». 

## Culture et consommation

### Houblon sauvage et recette populaire
Il peut s'agir de pousses de houblon sauvage récoltées en coupant l'extrémité de couleur verte, mais encore tendre, des nouvelles tiges. On les récolte dans la nature, en particulier dans les haies et le long des fossés et des cours d'eau, comme en Italie du Nord. Ces pousses ont été parfois appelées « asperges du pauvre ». 

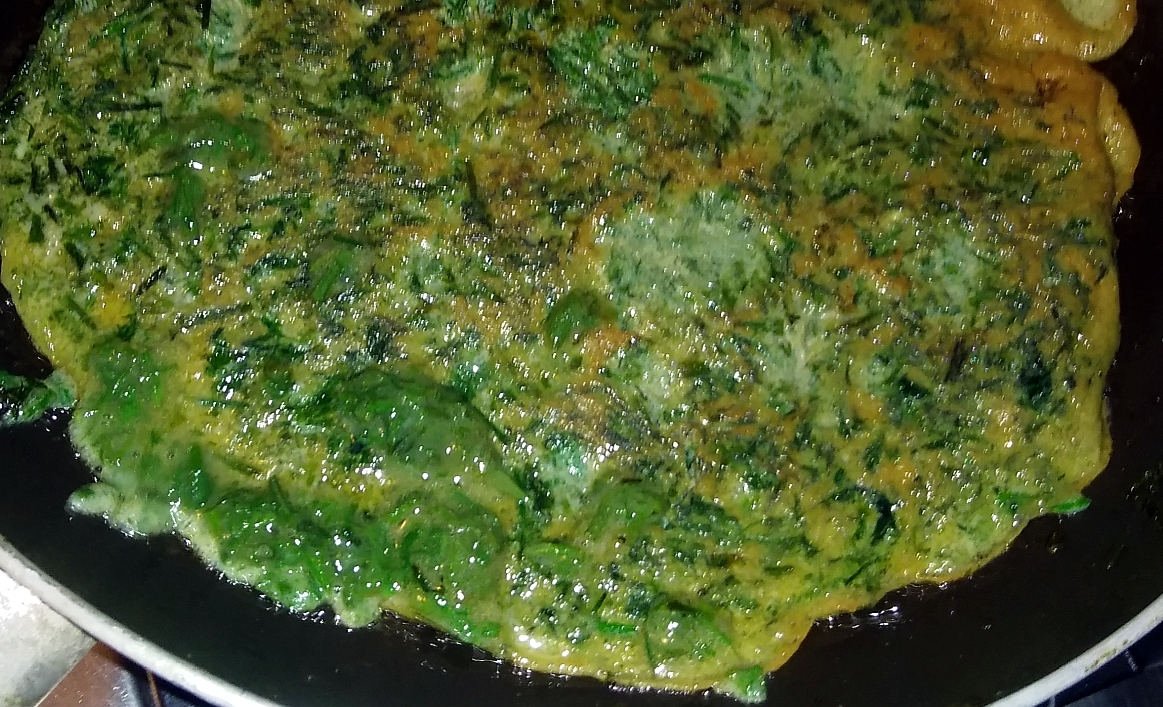
Omelette au houblon sauvage.

Les pousses de houblon sauvage sont notamment utilisées dans l’omelette au houblon sauvage qui est une recette populaire dans une grande partie de l'Italie du Nord.

### Houblonnière et gastronomie
Dans les houblonnières, les « jets » de houblons sont également récoltés ; ce sont des turions, encore blancs, à peine sortis de terre, émis par les souches souterraines du houblon cultivé. L'éclaircissage de ces pousses permet de donner plus de vigueur à celles qui sont conservées pour la production de cônes femelles. Cependant, la récolte des pousses de houblon est une tâche longue et laborieuse, de plus seuls les extrémités de 3 cm environ et d'1 gramme environ sont propres à la consommation.

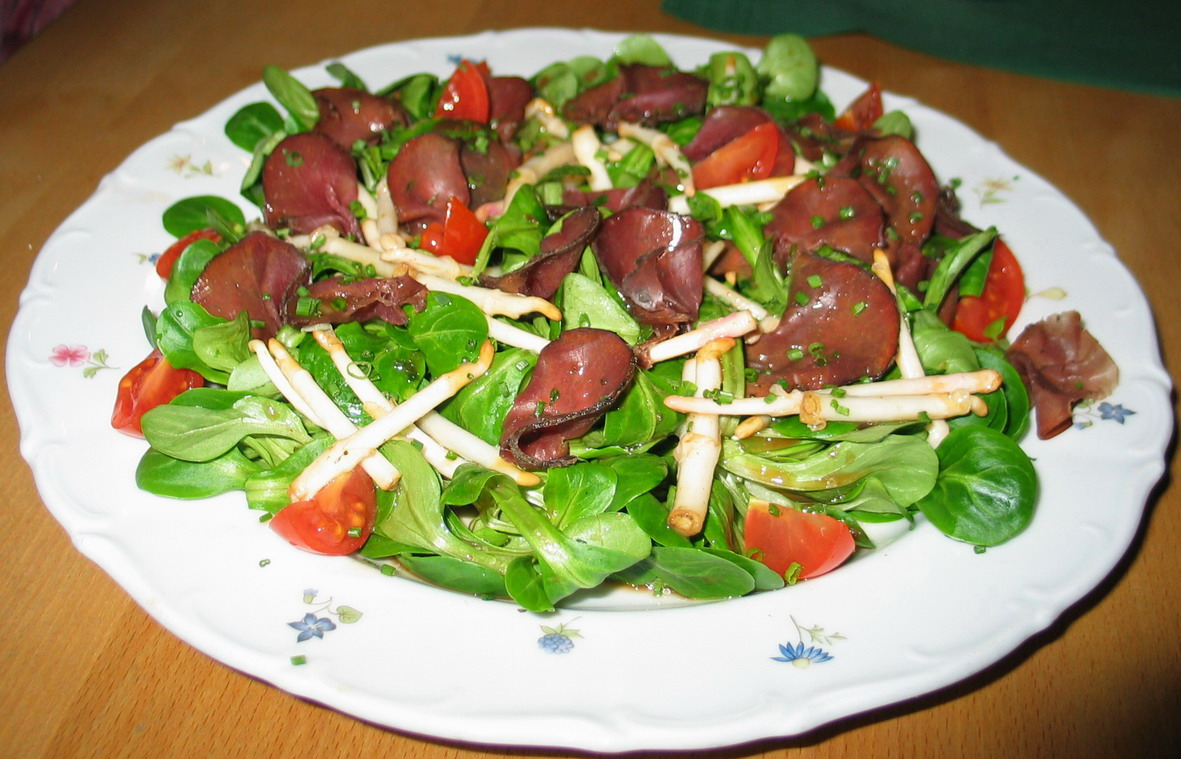
Salade aux jets de houblon.

Les pousses de houblon sont considérées comme un mets délicat dans de nombreuses régions d'Europe, notamment en Allemagne, en Belgique, aux Pays-Bas et en France (Alsace). En Belgique, un kilo de jets de houblon peut se vendre jusqu'à 1 200 euros, ce qui en fait probablement le légume le plus cher du monde,.
En 2016, il y a eu des tentatives pour intéresser les chefs britanniques à un « festival du houblon » de Londres et à des journées de chefs dans des houblonnières du Kent. 